# Pudupatti
Pudupatti là một thị xã panchayat của quận Theni thuộc bang Tamil Nadu, Ấn Độ.

## Nhân khẩu
Theo điều tra dân số năm 2001 của Ấn Độ, Pudupatti có dân số 9977 người. Phái nam chiếm 50% tổng số dân và phái nữ chiếm 50%. Pudupatti có tỷ lệ 63% biết đọc biết viết, cao hơn tỷ lệ trung bình toàn quốc là 59,5%: tỷ lệ cho phái nam là 74%, và tỷ lệ cho phái nữ là 52%. Tại Pudupatti, 11% dân số nhỏ hơn 6 tuổi.